# 남칠곡 요금소
남칠곡 요금소(南漆谷料金所, S.Chilgok TG)는 경상북도 칠곡군 지천면 대구외곽순환고속도로 16에 위치한 대구외곽순환고속도로 본선 상의 요금소다. 건설 당시 가칭은 지천 요금소였으나, 2022년 3월 31일 달서 나들목 ~ 율암 요금소 구간이 개통하면서 현재의 남칠곡 요금소로 영업을 개시하였다.

## 역사
- 2022년 3월 31일 : 대구외곽순환고속도로 달서 나들목 ~ 율암 요금소 구간 개통과 함께 남칠곡 요금소로 영업 개시[1]

## 구조물 정보
- 위치 : 경상북도 칠곡군 지천면

## 교통량 정보
| 요금소          | 통행량 (대/일) | 각주  |
| 요금소          | 2022년         | 각주  |
| --------------- | -------------- | ----- |
| 남칠곡 (폐쇄식) |                | [ 2 ] |

## 상매 방면
- 하이패스 전용 진출차로 : 1,2차로
- 일반 진입 차로 : 3차로

## 달서 방면
- 하이패스 전용 진출차로 : 1,2차로
- 일반 진입 차로 : 3차로